# Gladys Kalema-Zikusoka
Gladys Kalema-Zikusoka (sinh ngày 8 tháng 1 năm 1970) là một bác sĩ thú y và người sáng lập Conservation Through Public Health, một tổ chức hoạt động vì sự chung sống của loài khỉ đột núi và các loài hoang dã khác, con người và gia súc tại châu Phi. Bà là nhân viên thú y hoang dã đầu tiên của Uganda và là ngôi sao của bộ phim tài liệu của đài BBC, Gladys the African Vet. Vào năm 2009 bà thắng giải Whitley Gold Award cho những hoạt động bảo tồn của mình.

## Những năm đầu và học vấn
Có mối quan tâm đến các loài động vật từ khi 12 tuổi khi lớn tại Kampala, Kalema-Zikusoka khởi xướng một câu lạc bộ động vật hoang dã ở trường của mình và tổ chức các chuyến đi tới Vườn Quốc gia Queen Elizabeth. Những nghiên cứu chuyên nghiệp của bà bắt đầu khi bà thắng một học bổng nghiên cứu tại Viện Thú y Hoàng gia Đại học Luân Đôn, tốt nghiệp với bằng Cử nhân thú ý. Sau đó vào năm 2003, bà đạt được bằng Thạc sĩ Thú y từ Đại học Bang North Carolina. Bà cũng nắm giữ một chứng nhận về quản lý các tổ chức phi lợi nhận, nhận nó từ Đại học Duke. Thành tựu học thuật gần đây nhất của bà là một tấm bằng Thạc sĩ quản trị kinh doanh, đạt được năm 2016.

## Đời sống cá nhân
Kalema-Zikusoka có quan hệ hôn nhân với Lawrence Zikusoka, một doanh nhân công nghệ và là một trong những đồng sáng lập của Conservation Through Public Health. Họ có hai người con.